# Friedrich Wilhelm Ristenpart

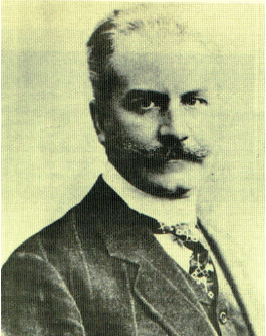

Friedrich Wilhelm Ristenpart, astrónomo alemán, nació el 8 de junio de 1868 en Frankfurt y murió el 9 de abril de 1913.
Friedrich Wilhelm Ristenpart era el mayor de cuatro hijos de una familia de comerciantes de Frankfurt. Después de su graduación en 1886 en la Escuela Municipal de Frankfurt, estudió dos semestres en la Universidad de Jena, pero luego continuó sus estudios de astronomía en la Universidad de Estrasburgo. En 1891 recibió su doctorado de trabajo con los estudios de la constante de precesión y el movimiento del sol en los sistemas estelares
A la edad de 40 años era profesor en la Universidad de Berlín y ya pensaba en aceptar el desafío de organizar el observatorio nacional de Santiago. Al aceptar su contrato por 5 años en donde se tenía contemplado que él tenía que saber el castellano, partió el 15 de agosto de 1908 como el director del observatorio.

## Etapa en Chile
En el año 1906 asume como presidente de la república de Chile Pedro Montt, quien designó en 1908 al Dr. Friedrich Wilhelm Ristenpart como director del observatorio nacional. Además de una gran idea de implementación en donde se aprobó el "movimiento" del observatorio a la ciudad de lo espejo, en el año 1913 su contrato no fue renovado debido a circunstancias políticas, lo que lo llevó de vuelta a su Alemania natal en dónde ese mismo año encontraría la muerte.
Ristenpart era una persona mucho más capacitada que cualquiera de sus antecesores, él tenía un entrenamiento completo y experto en astronomía clásica con experiencia práctica en observaciones en Heidelberg y Kiel. Otra de las ventajas de Ristenpart es que era un organizador innato además de ser un constante interesado en sistematizar las observaciones de posiciones y movimientos estelares dispersos, de los diferentes catálogos publicados por observatorios.
Una vez asumido en su nuevo cargo, Ristenpart contrató a dos jóvenes alemanes para su personal: Walter Zurhellen como Jefe de la Sección de Astrofotografía y Richard Prager como Jefe de la Sección de Cálculos. Junto a ellos, en junio de 1909, también otro alemán se une a este grupo de germanos: se trataba de Richard Wüst Krüger, un idóneo mecánico de precisión proveniente de Berlín quien se desempeñaba en la ya reconocida firma óptica Zeiss, Jena. Este último fue el único de los alemanes que se mantuvo en el cargo por casi 40 años, realizando importantes aportes a la astronomía chilena. Cabe señalar que el propio Ristenpart agradece a esta firma la recomendación de este empleado. 
El programa de Ristenpart para revitalizar el Observatorio contemplaba tres partes: trasladar la institución a otro lugar, procurar algunos instrumentos modernos y obtener mejores salarios para el personal. 
Gracias al apoyo personal del Presidente Montt, la Cámara de Diputados hizo las asignaciones de fondos para poner en marcha el programa a comienzos de 1909.
Para la nueva ubicación del Observatorio, el alemán consideró terrenos entre Providencia y Ñuñoa, pero por dificultades de títulos se aceptó otro lugar ofrecido por el ministro Eduardo Charme. Este era un sitio de cerca de 11 hectáreas en una planicie entre las ciudades de Santiago y San Bernardo, cerca del poblado de Lo Espejo, a unos 13 km al sur de la ciudad. Los planos preparados por los arquitectos del gobierno muestran un impresionante complejo de edificios, sólo parte de los cuales llegó alguna vez a completarse.
Al poco tiempo de su arribo, se dirigió a la provincia de Corrientes en Argentina para observar el eclipse de Sol del 23 de diciembre de 1908, en colaboración con varios astrónomos argentinos. En 1910 se obtuvieron en Santiago posiciones del Cometa Halley mientras fue lo suficientemente brillante para ser observado con el refractor de 23 cm. cuando se hizo más débil, dispuso que su ayudante Rosauro Castro viajara al Observatorio de la Plata para observar el cometa con el reflector de 50 cm que era en ese tiempo el telescopio más grande de América Latina.
Justo cuando los proyectos de Ristenpart estaban empezando a convertirse en realidad, la salud del Presidente Pedro Montt comenzó a decaer. Fue a Alemania para comenzar un tratamiento, pero al poco tiempo de su arribo a Hamburgo, murió en 1910. Con la muerte del presidente Montt, Ristenpert perdió un amigo y la ciencia chilena un partidario entusiasta de la astronomía en aquellos años. En abril de 1912 el gobierno del Presidente Ramón Barros Luco, cortó todos los suministros monetarios destinados a la construcción del centro de astronomía en Lo Espejo. Esto se hizo en parte debido a una reducción general de gastos de parte del gobierno, pero parece que también reflejó una disminución del entusiasmo por el ambicioso programa de Ristenpart. 
En el año 1912 Ristenpart también tuvo que enfrentar varios problemas administrativos dentro del observatorio. Él había promulgado una organización siguiendo el modelo alemán, con reglas y turnos de observación muy bien definidos, los cuales trató de hacer cumplir estrictamente. Esto sin lugar a dudas, lo llevó a tener conflictos con algunos miembros del personal. Por ejemplo J. H. Moore, encargado del Observatorio Mills entre 1909 y 1913, escribió que Ristenpart una vez le había comentado: "Qué diría el Director Campbell si sus hombres objetaran observar porque los tranvías cuestan 20 centavos después de las 9 de la noche, en lugar de 10 centavos (la tarifa diurna)". Sus problemas no se limitaron al personal chileno del Observatorio. En 1912 una de las empleadas se quejó de que Zurhellen no la había tratado en forma justa. Risterpart estuvo de acuerdo y le envió un memorándum a Zurhellen el 15 de junio, ordenándole tratar con justicia a todo el personal, sin favorecer a unos a expensas de otros. Zurhellen, que también tenía un carácter bastante fuerte, se resistió. 
Finalmente, Ristenpart consiguió una carta del ministro del Interior en que lo autorizaba a ordenar formalmente a Zurhellen, a cumplir sus órdenes. Tras esta vergüenza pública, no es sorprendente que Zurhellen regresara a Alemania tras renunciar. Como era un astrónomo competente, obtuvo un cargo en el Observatorio de Berlín-Babelsberg en octubre del año 1913. 
La situación fue peor hacia fines de ese año cuando quejas, rumores y acusaciones de irregularidades financieras dentro del Observatorio llegaron hasta los diarios, particularmente a aquellos que se oponían a la coalición conservadora que apoyaba al Presidente Barros Luco: Unos de éstos, La Razón, publicó una serie de ataques a Ristenpart. Al comienzo él ignoró esas publicaciones, dado que sabía que sus cuentas estaban en perfecto orden y tenía confianza en el Inspector nombrado por el gobierno para investigar la situación del Observatorio. Este era el distinguido editor, profesor y abogado, Enrique Matta Vial, que había representado al Gobierno en las negociaciones que condujeron al nombramiento original de Ristenpart. 
Después de su regreso de Brasil los ataques se hicieron más violentos y el 1 de enero de 1913, La Razón publicó un artículo pidiendo la remoción de Ristenpart, principalmente en base a cargos anónimos, ya que quien escribía, decía querer proteger a los atemorizados empleados de los castigos del Director. Esto enfureció a Ristenpart, que escribió al ministro de Instrucción Pública el 3 de enero, diciéndole en parte: " ...No será posible trabajar en el Observatorio si hay enemigos dentro de él y por lo tanto he tomado las más enérgicas medidas en contra de quienes dieron las informaciones para esos artículos... ". 
Esa amenaza implícita de renunciar sirvió al juego de los enemigos de Ristenpart, quien no parecía darse cuenta de la debilidad de su posición. Él se había transformado en una fuente de perturbación política para el gobierno que, aparentemente, estaba buscando una excusa para echar pie atrás en el pesado compromiso económico que implicaba su ambicioso plan. A comienzos de enero, el Inspector Fiscal de la Tesorería, Ismael Gandarillas, fue designado para investigar el manejo financiero del Observatorio. El informe de los inspectores dejó limpio de culpa en cargos financieros a Ristenpart, ya que sus giros y los gastos autorizados cuadraban, dentro de unos pocos centavos.
Sin embargo, esto llegó muy tarde para salvarlo, ya que en febrero fue notificado que su contrato, que expiraba en agosto, no sería renovado. Incluso ni siquiera se le permitió terminar su período de Director, ya que por Decreto Presidencial del 12 de marzo de 1913 se le ordenó a Enrique Matta Vial que se hiciera cargo del Observatorio, lo que hizo el 5 de abril. Ristenpart no mostró públicamente lo mucho que lo afectó la ignominia de su destitución. Su más leal colaborador era Richard Prager, quien no tan sólo había dirigido la sección de cálculo, sino que voluntariamente se había hecho cargo del trabajo del ecuatorial y además supervisar la biblioteca. Prager también iba a abandonar el Observatorio, y el 5 de abril sostuvo su última entrevista con Ristenpart, conviniendo en que regresaría a Alemania. Al día siguiente 
Ristenpart le escribió a H. Kobold, editor de la revista "Astronomische Nachrichten" en la misma vena. No pudo resistir expresar ciertas amarguras: " ...por toda la buena voluntad mostrada no recibir mejor recompensa". Sin embargo, la amargura era muy profunda para ser aceptada por un hombre con tanto orgullo y en la mañana del 9 de abril estando en su casa se disparó un tiro.
La muerte de Ristenpart provocó un completo cambio de actitud tanto en los sectores oficiales como en el público. Se dispuso un elaborado funeral en Santiago, al que asistieron representantes del gobierno, el embajador alemán, y representantes de sociedades científicas chilenas y alemanas. La trágica controversia había surgido de la falta real de entendimiento mutuo y había sido alimentada por la política. Friedrich Ristenpart fue visto por muchos miembros de Observatorio, y gente de fuera, como un hombre frío, que imponía una disciplina rígida, pero para quienes lo conocieron más de cerca era evidente que su carácter era mucho más cálido. Un ejemplo es su amistad con el matrimonio Thome de Córdoba, la pareja norteamericana que asumió la dirección del Observatorio allí y continuó el proyecto del Córdoba Durchmusterung con muy poca ayuda externa. Al morir Juan Thome en 1909, Ristenpart no tan sólo envió una sentida carta a su viuda sino también escribió un obituario que era un muy generoso tributo a la dedicación autoimpuesta de la pareja Thome.